# Championnats du monde de descente de canoë-kayak 1973
Navigation
Championnats du monde de descente 1971 Championnats du monde de descente 1975
Les 8e championnats du monde de descente en canoë-kayak de 1973 se sont tenus à Muotathal en Suisse, sous l'égide de la Fédération internationale de canoë.

## Podiums

### K1
| Rang               | Athlète           | Pays                 | Temps |
| ------------------ | ----------------- | -------------------- | ----- |
| Médaille d'or      | Jean-Pierre Burny | Belgique             |       |
| Médaille d'argent  | Bernd Kast        | Allemagne de l'Ouest |       |
| Médaille de bronze | Ulrich Pech       | Allemagne de l'Ouest |       |

| Rang               | Athlète            | Pays                 | Temps |
| ------------------ | ------------------ | -------------------- | ----- |
| Médaille d'or      | Gisela Steigerwald | Allemagne de l'Ouest |       |
| Médaille d'argent  | Ulrike Deppe       | Allemagne de l'Ouest |       |
| Médaille de bronze | Elsbeth Käser      | Suisse               |       |

| Rang               | Athlète                                            | Pays                 | Temps |
| ------------------ | -------------------------------------------------- | -------------------- | ----- |
| Médaille d'or      | Degenhard Pfeiffer Ulrich Pech Bernd Kast          | Allemagne de l'Ouest |       |
| Médaille d'argent  | Jean-Pierre Burny Jean-Claude Michiels Paul Lupcin | Belgique             |       |
| Médaille de bronze | Kurt Presslmayr Hans Schlecht Gerhard Peinhaupt    | Autriche             |       |

| Rang               | Athlète                                       | Pays                 | Temps |
| ------------------ | --------------------------------------------- | -------------------- | ----- |
| Médaille d'or      | Gisela Grothaus Ulrike Deppe Magda Wunderlich | Allemagne de l'Ouest |       |
| Médaille d'argent  | Candice Clark Carol Fisher Margaret Nutt      | États-Unis           |       |
| Médaille de bronze | Mélanie Alexis Ingrid Burny Rosine Roland     | Belgique             |       |

### C1
| Rang               | Athlète         | Pays                 | Temps |
| ------------------ | --------------- | -------------------- | ----- |
| Médaille d'or      | Bernd Heinemann | Allemagne de l'Ouest |       |
| Médaille d'argent  | Jean-Luc Verger | France               |       |
| Médaille de bronze | Jiri Gut        | Tchécoslovaquie      |       |

| Rang               | Athlète                                        | Pays                 | Temps |
| ------------------ | ---------------------------------------------- | -------------------- | ----- |
| Médaille d'or      | Walter Gehlen Bernd Heinemann Josef Schumacher | Allemagne de l'Ouest |       |
| Médaille d'argent  | Karel Tresnak Jiri Gut Peter Sodomka           | Tchécoslovaquie      |       |
| Médaille de bronze | Jean-Luc Verger Daniel Debusne Guy Huteau      | France               |       |

### C2
| Rang               | Athlète                                          | Pays                 | Temps |
| ------------------ | ------------------------------------------------ | -------------------- | ----- |
| Médaille d'or      | Pierre-François Lefauconnier Gilles Lefauconnier | France               |       |
| Médaille d'argent  | Eckehard Rose Jan Pospisil                       | Allemagne de l'Ouest |       |
| Médaille de bronze | Norbert Schmidt Hermann Roock                    | Allemagne de l'Ouest |       |

| Rang               | Athlète                                                          | Pays                 | Temps |
| ------------------ | ---------------------------------------------------------------- | -------------------- | ----- |
| Médaille d'or      | Rose / Pospisil Schindler / Pioch Schmidt / Roock                | Allemagne de l'Ouest |       |
| Médaille d'argent  | Feuilette / Bonnet Leclerc / Girault Lefauconnier / Lefauconnier | France               |       |
| Médaille de bronze | Wyss / Wyss Hinnen / Ettlin Koch / Bühler                        | Suisse               |       |

| Rang               | Athlète                               | Pays                 | Temps |
| ------------------ | ------------------------------------- | -------------------- | ----- |
| Médaille d'or      | Hanneliese Kremslehner Helmut Ramelov | Autriche             |       |
| Médaille d'argent  | Sigrid Ritter Armin Ritter            | Allemagne de l'Ouest |       |
| Médaille de bronze | Ursel Habermann Andreas Berngruber    | Allemagne de l'Ouest |       |

| Rang               | Athlète                                                  | Pays                 | Temps |
| ------------------ | -------------------------------------------------------- | -------------------- | ----- |
| Médaille d'or      | Wagner / Brockman Habermann / Berngruber Ritter / Ritter | Allemagne de l'Ouest |       |
| Médaille d'argent  | Knight / Knight Lyda / Losick Mela / Liebman             | États-Unis           |       |
| Médaille de bronze | Aebi / Aebi Bally / Bally Fontaine / Fontaine            | Suisse               |       |

## Tableau des médailles
| Rang  | Nation               | Or | Argent | Bronze | Total |
| ----- | -------------------- | -- | ------ | ------ | ----- |
| 1     | Allemagne de l'Ouest | 7  | 4      | 3      | 14    |
| 2     | France               | 1  | 2      | 1      | 4     |
| 3     | Belgique             | 1  | 1      | 1      | 3     |
| 4     | Autriche             | 1  | 0      | 1      | 2     |
| 5     | États-Unis           | 0  | 2      | 0      | 2     |
| 6     | Tchécoslovaquie      | 0  | 1      | 1      | 2     |
| 7     | Suisse               | 0  | 0      | 3      | 3     |
| Total | Total                | 10 | 10     | 10     | 30    |